# Мервин, Уильям Стэнли
Уильям Стэнли Мервин (англ. William Stanley Merwin; 30 сентября 1927, Нью-Йорк — 15 марта 2019) — американский поэт и переводчик. Один из самых влиятельных поэтов США конца XX века.

## Биография
Родился и вырос в Нью-Йорке. Сын протестантского священника. Выпускник Принстонского университета. В молодости много переводил — и прозу, и поэзию. Работал как переводчик с испанского, французского и латыни.
Среди различных поэтов, которых он перевёл, — Осип Мандельштам и Пабло Неруда.
В 1960-х годах приобрёл известность как автор антивоенных стихов. Позднее обратился к мифологическим темам, разработал уникальную просодию, писал стихи, характеризующиеся косвенным стилем повествования и отсутствием пунктуации.
Жил в разных странах мира, в конце 1970-х годов переехал на Гавайи, где прожил до конца своей жизни, занимаясь, помимо литературного труда, проблемами экологии.
Мервин получил много наград, в том числе Пулитцеровскую премию в области поэзии (дважды: в 1971 и 2009 годах), премию Таннинга, одну из самых высоких наград Академии американских поэтов, а также «Золотой венец» (1990). Поэт-лауреат США (2010).